# Le Hézo
Le Hézo település Franciaországban, Morbihan megyében. Lakosainak száma 898 fő (2022. január 1.). Le Hézo Surzur, Saint-Armel és Theix-Noyalo községekkel határos.

## Népesség
A település népességének változása:
| Lakosok száma | 250  | 332  | 408  | 660  | 759  | 782  | 813  | 852  | 856  | 898  |
|               | 1968 | 1982 | 1990 | 2006 | 2013 | 2015 | 2017 | 2019 | 2020 | 2022 |